# 阮玉和淑
安永公主阮玉和淑（越南语：／；1818年7月5日—1893年11月27日），越南阮朝明命帝第六女，生母貴人蓋氏禎。

## 生平
嘉隆十七年六月三日（1818年7月5日），阮玉和淑在順化京城出生。紹治三年（1843年），和淑26歲，下嫁侍衛阮文祿之子阮長。嗣德七年（1854年），嗣德帝封和淑為安永公主。成泰五年十月二十日（1893年11月27日），淑靜去世，享年七十六歲，諡美淑。葬於承天府香水縣居正總月瓢社（今屬承天順化省香水市社）。
安永公主育有二子二女。